# FA Cup 2019-20
La FA Cup 2019-20 (también conocida como Football Association Challenge Cup) fue la 139ª edición del más antiguo torneo de fútbol reconocido en el mundo. Es patrocinado por Emirates y conocido como The Emirates FA Cup por razones de patrocinio. 735 clubes fueron aceptados en el torneo, comenzó con la Ronda Extra Preliminar el 10 de agosto de 2019 y concluyó con la final el 1 de agosto de 2020. El ganador se clasificó para la Fase de grupos de la Liga Europa de la UEFA 2020-21.
El 13 de marzo de 2020, se acordó que la FA Cup, así como el resto del fútbol profesional en Inglaterra, se suspendería debido a la pandemia por COVID-19. El 29 de mayo de 2020, la FA anunció los planes para reiniciar la competencia con los cuartos de final reprogramados que se jugaron los días 27 y 28 de junio, y la final se programó para el 1 de agosto. Dichos partidos se jugaron todos a puertas cerradas. 
El campeón fue el Arsenal, dirigido por el español Mikel Arteta, que derrotó 2-1 en la final al Chelsea, siendo Pierre-Emerick Aubameyang la figura del partido al marcar los dos tantos del equipo ganador.

## Calendario
| Fase                   | Ronda                        | Fecha de juego   | N.º de partidos | Clubes | Nuevos participantes | Ligas de nuevos participantes                                                                        |
| ---------------------- | ---------------------------- | ---------------- | --------------- | ------ | -------------------- | --- |
| Rondas clasificatorias | Ronda extra preliminar       | 10 de agosto     | 185             | 370    | 370                  | Niveles 9 y 10 del Sistema de ligas de fútbol de Inglaterra                                          |
| Rondas clasificatorias | Ronda preliminar             | 24 de agosto     | 160             | 320    | 135                  | Nivel 8 del Sistema de ligas de fútbol de Inglaterra                                                 |
| Rondas clasificatorias | Primera ronda clasificatoria | 7 de septiembre  | 116             | 232    | 72                   | Nivel 7 del Sistema de ligas de fútbol de Inglaterra                                                 |
| Rondas clasificatorias | Segunda ronda clasificatoria | 21 de septiembre | 80              | 160    | 44                   | Nivel 6 del Sistema de ligas de fútbol de Inglaterra (National League North y National League South) |
| Rondas clasificatorias | Tercera ronda clasificatoria | 5 de octubre     | 40              | 80     | Ninguno              | - |
| Rondas clasificatorias | Cuarta ronda clasificatoria  | 19 de octubre    | 32              | 64     | 24                   | Nivel 5 del Sistema de ligas de fútbol de Inglaterra (National League)                               |
| Torneo principal       | Primera ronda                | 8 de noviembre   | 40              | 80     | 48                   | EFL League One y EFL League Two                                                                      |
| Torneo principal       | Segunda ronda                | 29 de noviembre  | 20              | 40     | Ninguno              | - |
| Torneo principal       | Tercera ronda                | 3 de enero       | 32              | 64     | 44                   | Premier League y EFL Championship                                                                    |
| Torneo principal       | Cuarta Ronda                 | 24 de enero      | 16              | 32     | Ninguno              | - |
| Torneo principal       | Quinta Ronda                 | 4 de marzo       | 8               | 16     | Ninguno              | - |
| Torneo principal       | Cuartos de final             | 27 y 28 de junio | 4               | 8      | Ninguno              | - |
| Torneo principal       | Semifinal                    | 18 y 19 de julio | 2               | 4      | Ninguno              | - |
| Torneo principal       | Final                        | 1 de agosto      | 1               | 2      | Ninguno              | - |

## Premios por Ronda
| Ronda                                      | Número de clubes a recibir fondos | Fondo de premios por club |
| ------------------------------------------ | --------------------------------- | ------------------------- |
| Ganador de la Ronda extra preliminar       | 185                               | £1.500                    |
| Ganador de la Ronda preliminar             | 160                               | £1.925                    |
| Ganador de la Primera ronda clasificatoria | 116                               | £3.000                    |
| Ganador de la Segunda ronda clasificatoria | 80                                | £4.500                    |
| Ganador de la Tercera ronda clasificatoria | 40                                | £7.500                    |
| Ganador de la Cuarta ronda clasificatoria  | 32                                | £12.500                   |
| Ganador de la Primera Ronda                | 40                                | £18.000                   |
| Ganador de la Segunda Ronda                | 20                                | £27.000                   |
| Ganador de la Tercera Ronda                | 32                                | £67.500                   |
| Ganador de la Cuarta Ronda                 | 16                                | £90.000                   |
| Ganador de la Quinta Ronda                 | 8                                 | £180.000                  |
| Ganador de Cuartos de final                | 4                                 | £360.000                  |
| Semifinal Perdedor                         | 2                                 | £450.000                  |
| Semifinal Ganador                          | 2                                 | £900.000                  |
| Final Subcampeón                           | 1                                 | £900.000                  |
| Final Campeón                              | 1                                 | £1.800.000                |
| Total                                      | Total                             | £15.133.500               |

## Rondas clasificatorias
Todos los equipos participantes que no sean miembros de la Premier League o la English Football League compiten en las rondas clasificatorias para asegurar una de las 32 plazas en la Primera Ronda. La competición clasificatoria empezó con la Ronda Extra-Preliminar el 10 de agosto de 2019. La cuarta y última ronda clasificatoria fueron disputadas el fin de semana el 19 de octubre de 2019.

## Primera Ronda
El sorteo de la primera ronda se celebró el 21 de octubre de 2019. Los 32 ganadores de la clasificatoria se unieron a los 47 clubes de League One y League Two en 39 llaves jugados durante el fin de semana del 9 de noviembre. Debido a la expulsión del Bury de la competencia, Chichester City (el equipo emparejado) avanzará de ronda. Chichester es uno de los dos equipos del 8.º Nivel que llegaron a la primera ronda junto con el Maldon y Tiptree, los clubes de menor nivel que quedan en la competencia.
| 8 de noviembre de 2019, 19:55 | (6) Dulwich Hamlet    | 1:4 (0:2) | Carlisle United (4)                                            | Champion Hill, Londres                                  |                                                         |
|                               | - Christian Smith 49' |           | - Olufela Olomola 8' - Harry McKirdy 37', 86' - Mike Jones 55' | Asistencia: 3 336 espectadores Árbitro(s): James Oldham | Asistencia: 3 336 espectadores Árbitro(s): James Oldham |

| 9 de noviembre de 2019, 13:00 | (3) Sunderland      | 1:1 (1:0) | Gillingham (3) | Stadium of Light, Sunderland                                 |                                                              |
|                               | - Aiden McGeady 15' |           | - Olly Lee 46' | Asistencia: 7 892 espectadores Árbitro(s): Michael Salisbury | Asistencia: 7 892 espectadores Árbitro(s): Michael Salisbury |

| 9 de noviembre de 2019, 15:00 | (3) Ipswich Town    | 1:1 (0:1) | Lincoln City (3)   | Portman Road, Ipswich                                     |                                                           |
|                               | - Andre Dozzell 79' |           | - Tyler Walker 37' | Asistencia: 11 598 espectadores Árbitro(s): Kevin Johnson | Asistencia: 11 598 espectadores Árbitro(s): Kevin Johnson |

| 9 de noviembre de 2019, 15:00 | (6) Oxford City       | 1:5 (0:3) | Solihull Moors (5)                                  | Marsh Lane, Oxford                                      |                                                         |
|                               | - Kyran Wiltshire 80' |           | - Paul McCallum 10' - James Ball 32', 42', 46', 51' | Asistencia: 667 espectadores Árbitro(s): Thomas Parsons | Asistencia: 667 espectadores Árbitro(s): Thomas Parsons |

| 9 de noviembre de 2019, 15:00 | (4) Crawley Town                                                                  | 4:1 (1:0) | Scunthorpe United (4) | Broadfield Stadium, Crawley                           |                                                       |
|                               | - Ashley Nadesan 35' - Reece Grego-Cox 82', 90+6' - Ashley Nathaniel-George 90+4' |           | - Ryan Colclough 79'  | Asistencia: 1 706 espectadores Árbitro(s): Lee Swabey | Asistencia: 1 706 espectadores Árbitro(s): Lee Swabey |

| 9 de noviembre de 2019, 15:00 | (4) Colchester United | 0:2 (0:2) | Coventry City (3)                       | Colchester Community Stadium, Colchester                   |                                                            |
|                               |                       |           | - Jordan Shipley 11' - Sam McCallum 27' | Asistencia: 2 919 espectadores Árbitro(s): Chris Sarginson | Asistencia: 2 919 espectadores Árbitro(s): Chris Sarginson |

| 9 de noviembre de 2019, 15:00 | (3) Bolton Wanderers | 0:1 (0:1) | Plymouth Argyle (4)    | University of Bolton Stadium, Bolton                    |                                                         |
|                               |                      |           | - Callum McFadzean 22' | Asistencia: 6 992 espectadores Árbitro(s): Robert Lewis | Asistencia: 6 992 espectadores Árbitro(s): Robert Lewis |

| 9 de noviembre de 2019, 15:00 | (6) Maidstone United | 1:0 (1:0) | Torquay United (5) | Gallagher Stadium, Maidstone                        |                                                     |
|                               | - Dan Wishart 19'    |           |                    | Asistencia: 2 330 espectadores Árbitro(s): Joe Hull | Asistencia: 2 330 espectadores Árbitro(s): Joe Hull |

| 9 de noviembre de 2019, 15:00 | (4) Cambridge United | 1:1 (0:1) | Exeter City (4)   | Abbey Stadium, Cambridge                                |                                                         |
|                               | - Sam Smith 90+3'    |           | - Alex Fisher 34' | Asistencia: 2 302 espectadores Árbitro(s): Peter Wright | Asistencia: 2 302 espectadores Árbitro(s): Peter Wright |

| 9 de noviembre de 2019, 15:00 | (7) Stourbridge                      | 2:2 (1:1) | Eastleigh (5)                            | War Memorial Athletic Ground, Amblecote                   |                                                           |
|                               | - Aaron Lloyd 25' - Will Grocott 52' |           | - Tyrone Barnett 35' - Scott Rendell 86' | Asistencia: 1 846 espectadores Árbitro(s): Samuel Barrott | Asistencia: 1 846 espectadores Árbitro(s): Samuel Barrott |

| 9 de noviembre de 2019, 15:00 | (4) Salford City    | 1:1 (0:0) | Burton Albion (3)  | Moor Lane, Salford                                    |                                                       |
|                               | - Richie Towell 83' |           | - Scott Fraser 78' | Asistencia: 2 724 espectadores Árbitro(s): Alan Young | Asistencia: 2 724 espectadores Árbitro(s): Alan Young |

| 9 de noviembre de 2019, 15:00 | (4) Forest Green Rovers                                                           | 4:0 (3:0) | Billericay Town (6) | The New Lawn, Nailsworth                                    |                                                             |
|                               | - Matty Stevens 38' - Joseph Mills 45' - Jack Aitchison 45+2' - Liam Shephard 65' |           |                     | Asistencia: 1 419 espectadores Árbitro(s): Graham Salisbury | Asistencia: 1 419 espectadores Árbitro(s): Graham Salisbury |

| 9 de noviembre de 2019, 15:00 | (5) Ebbsfleet United             | 2:3 (1:1) | Notts County (5)                           | Stonebridge Road, Northfleet                          |                                                       |
|                               | - Josh Payne 7' - Gozie Ugwu 89' |           | - Kyle Wootton 34', 58' - Ben Turner 90+3' | Asistencia: 1 206 espectadores Árbitro(s): Carl Brook | Asistencia: 1 206 espectadores Árbitro(s): Carl Brook |

| 9 de noviembre de 2019, 15:00 | (4) Walsall                           | 2:2 (0:1) | Darlington (6)                          | Bescot Stadium, Walsall                                  |                                                          |
|                               | - Caolan Lavery 86' - Alfie Bates 89' |           | - Omar Holness 17' - Joe Wheatley 90+7' | Asistencia: 2 882 espectadores Árbitro(s): Adrian Quelch | Asistencia: 2 882 espectadores Árbitro(s): Adrian Quelch |

| 9 de noviembre de 2019, 15:00 | (7) Nantwich Town | 0:1 (0:1) | Fylde (5)            | Weaver Stadium, Nantwich                               |                                                        |
|                               |                   |           | - Ryan Croasdale 44' | Asistencia: 1 544 espectadores Árbitro(s): Ben Speedie | Asistencia: 1 544 espectadores Árbitro(s): Ben Speedie |

| 9 de noviembre de 2019, 15:00 | (3) Wimbledon    | 1:1 (1:0) | Doncaster Rovers (3) | Kingsmeadow, Londres                                       |                                                            |
|                               | - Joe Pigott 43' |           | - Tom Anderson 63'   | Asistencia: 2 777 espectadores Árbitro(s): Darren Drysdale | Asistencia: 2 777 espectadores Árbitro(s): Darren Drysdale |

| 9 de noviembre de 2019, 15:00 | (3) Shrewsbury Town | 1:1 (1:1) | Bradford City (4)  | New Meadow, Shrewsbury                                 |                                                        |
|                               | - Josh Laurent 28'  |           | - Aramide Oteh 19' | Asistencia: 3 764 espectadores Árbitro(s): Sam Purkiss | Asistencia: 3 764 espectadores Árbitro(s): Sam Purkiss |

| 9 de noviembre de 2019, 15:00 | (4) Grimsby Town     | 1:1 (1:0) | Newport County (4)  | Blundell Park, Cleethorpes                               |                                                          |
|                               | - Luke Waterfall 43' |           | - Pádraig Amond 80' | Asistencia: 2 086 espectadores Árbitro(s): Leigh Doughty | Asistencia: 2 086 espectadores Árbitro(s): Leigh Doughty |

| 9 de noviembre de 2019, 15:00 | (4) Mansfield Town  | 1:0 (0:0) | Chorley (5) | Field Mill, Mansfield                                    |                                                          |
|                               | - Nicky Maynard 81' |           |             | Asistencia: 2 418 espectadores Árbitro(s): Savvas Yianni | Asistencia: 2 418 espectadores Árbitro(s): Savvas Yianni |

| 9 de noviembre de 2019, 15:00 | (3) Tranmere Rovers     | 2:2 (1:1) | Wycombe Wanderers (3)                | Prenton Park, Birkenhead                              |                                                       |
|                               | - Kieron Morris 3', 67' |           | - Joe Jacobson 26' - Alex Samuel 55' | Asistencia: 3 849 espectadores Árbitro(s): Martin Coy | Asistencia: 3 849 espectadores Árbitro(s): Martin Coy |

| 9 de noviembre de 2019, 15:00 | (7) Carshalton Athletic | 1:4 (0:2) | Boston United (6)                                              | War Memorial Sports Ground, Carshalton                |                                                       |
|                               | - Christie Pattison 72' |           | - Andi Thanoj 33', 90+1' - Luke Shiels 37' - Jake Wright 90+3' | Asistencia: 1 859 espectadores Árbitro(s): Tom Reeves | Asistencia: 1 859 espectadores Árbitro(s): Tom Reeves |

| 9 de noviembre de 2019, 15:00 | (4) Cheltenham Town | 1:1 (0:0) | Swindon Town (4)    | Whaddon Road, Cheltenham                                |                                                         |
|                               | - Alex Addai 90+3'  |           | - Jerry Yates 90+1' | Asistencia: 3 456 espectadores Árbitro(s): Scott Oldham | Asistencia: 3 456 espectadores Árbitro(s): Scott Oldham |

| 9 de noviembre de 2019, 15:00 | (3) Accrington Stanley | 0:2 (0:1) | Crewe Alexandra (4)                     | Crown Ground, Accrington                             |                                                      |
|                               |                        |           | - Charlie Kirk 45+2' - Chris Porter 67' | Asistencia: 1 655 espectadores Árbitro(s): Neil Hair | Asistencia: 1 655 espectadores Árbitro(s): Neil Hair |

| 9 de noviembre de 2019, 15:00 | (5) Maidenhead United | 1:3 (1:0) | Rotherham United (3)                                         | York Road, Maidenhead                                  |                                                        |
|                               | - Jake Cassidy 25'    |           | - Michael Ihiekwe 69' - Freddie Ladapo 75' - Matt Crooks 78' | Asistencia: 1 924 espectadores Árbitro(s): Ollie Yates | Asistencia: 1 924 espectadores Árbitro(s): Ollie Yates |

| 9 de noviembre de 2019, 15:00 | (3) Blackpool                                                                          | 4:1 (3:1) | Morecambe (4)         | Bloomfield Road, Blackpool                            |                                                       |
|                               | - Nathan Delfouneso 9' - Armand Gnanduillet 24' - Matty Virtue 45' - Sullay Kaikai 84' |           | - Cole Stockton 45+2' | Asistencia: 5 371 espectadores Árbitro(s): Ross Joyce | Asistencia: 5 371 espectadores Árbitro(s): Ross Joyce |

| 9 de noviembre de 2019, 15:00 | (3) Milton Keynes Dons | 0:1 (0:1) | Port Vale (4)       | Stadium MK, Milton Keynes                              |                                                        |
|                               |                        |           | - David Worrall 20' | Asistencia: 3 598 espectadores Árbitro(s): Craig Hicks | Asistencia: 3 598 espectadores Árbitro(s): Craig Hicks |

| 9 de noviembre de 2019, 15:00 | (4) Stevenage      | 1:1 (0:0) | Peterborough United (3) | Broadhall Way, Stevenage                                 |                                                          |
|                               | - Elliott List 56' |           | - Marcus Maddison 79'   | Asistencia: 2 981 espectadores Árbitro(s): Nick Kinseley | Asistencia: 2 981 espectadores Árbitro(s): Nick Kinseley |

| 10 de noviembre de 2019, 12:00 | (5) Dover Athletic  | 1:0 (0:0) | Southend United (3) | Crabble Athletic Ground, River                        |                                                       |
|                                | - Ruel Sotiriou 84' |           |                     | Asistencia: 1 754 espectadores Árbitro(s): David Rock | Asistencia: 1 754 espectadores Árbitro(s): David Rock |

| 10 de noviembre de 2019, 12:45 | (5) Barnet | 0:2 (0:1) | Fleetwood Town (3)                   | The Hive Stadium, Londres                    |                                              |
|                                |            |           | - Ched Evans 29' - Ashley Hunter 90' | Asistencia: 1 100 espectadores Árbitro(s): v | Asistencia: 1 100 espectadores Árbitro(s): v |

| 10 de noviembre de 2019, 12:45 | (3) Bristol Rovers | 1:1 (0:0) | Bromley (5)      | Memorial Stadium, Bristol                                   |                                                             |
|                                | - Luke Leahy 78'   |           | - Chris Bush 83' | Asistencia: 3 649 espectadores Árbitro(s): Daniel Middleton | Asistencia: 3 649 espectadores Árbitro(s): Daniel Middleton |

| 10 de noviembre de 2019, 12:45 | (4) Leyton Orient  | 1:2 (0:1) | Maldon & Tiptree (8)                 | Brisbane Road, Londres                                        |                                                               |
|                                | - James Dayton 67' |           | - Danny Parish 43' - Jorome Slew 65' | Asistencia: 3 425 espectadores Árbitro(s): Charles Breakspear | Asistencia: 3 425 espectadores Árbitro(s): Charles Breakspear |

| 10 de noviembre de 2019, 12:45 | (6) Chippenham Town | 0:3 (0:3) | Northampton Town (4)                            | Hardenhuish Park, Chippenham                                   |                                                                |
|                                |                     |           | - Harry Smith 22' - Vadaine Oliver 26', { 45+3' | Asistencia: 2 625 espectadores Árbitro(s): Christopher Pollard | Asistencia: 2 625 espectadores Árbitro(s): Christopher Pollard |

| 10 de noviembre de 2018, 12:45 | (4) Macclesfield Town | 0:4 (0:2) | Kingstonian (7)                                                | Moss Rose, Macclesfield                              |                                                      |
|                                |                       |           | - Dan Hector 7' - Louie Theophanous 11', 69' - Dan Bennett 47' | Asistencia: 996 espectadores Árbitro(s): Will Finnie | Asistencia: 996 espectadores Árbitro(s): Will Finnie |

| 10 de noviembre de 2019, 12:45 | (6) York City | 0:1 (0:0) | Altrincham (6)  | Bootham Crescent, York                                |                                                       |
|                                |               |           | - Tom Peers 82' | Asistencia: 3 222 espectadores Árbitro(s): James Bell | Asistencia: 3 222 espectadores Árbitro(s): James Bell |

| 10 de noviembre de 2019, 12:45 | (5) Wrexham | 0:0 (0:0) | Rochdale (3) | Racecourse Ground, Wrexham                               |  |
|                                |             |           |              | Asistencia: 3,274 espectadores Árbitro(s): Trevor Kettle |  |

| 10 de noviembre de 2019, 12:45 | (6) Gateshead    | 1:2 (0:1) | Oldham Athletic (4)                   | International Stadium, Gateshead                      |                                                       |
|                                | - Liam Agnew 53' |           | - Filipe Morais 28' - Jonny Smith 77' | Asistencia: 2 199 espectadores Árbitro(s): Josh Smith | Asistencia: 2 199 espectadores Árbitro(s): Josh Smith |

| 10 de noviembre de 2019, 14:15 | (7) Hayes & Yeading United | 0:2 (0:1) | Oxford United (3)                | Beaconsfield Road, Londres                                |                                                           |
|                                |                            |           | - Sam Long 29' - Robert Hall 69' | Asistencia: 1 501 espectadores Árbitro(s): Darren Handley | Asistencia: 1 501 espectadores Árbitro(s): Darren Handley |

| 11 de noviembre de 2019, 20:40 | (5) Harrogate Town | 1:2 (1:2) | Portsmouth (3)                             | Wetherby Road, Harrogate                                     |                                                              |
|                                | - Mark Beck 7'     |           | - Brandon Haunstrup 17' - Ronan Curtis 41' | Asistencia: 3 048 espectadores Árbitro(s): Anthony Backhouse | Asistencia: 3 048 espectadores Árbitro(s): Anthony Backhouse |

| 12 de noviembre de 2018, 19:45 | (5) Yeovil Town   | 1:4 (1:2) | Hartlepool United (5)                                                    | Huish Park, Yeovil                                    |                                                       |
|                                | - Lawson D'Ath 3' |           | - Luke James 6' - Gavan Holohan 20' - Nicke Kabamba 59' - Gime Touré 86' | Asistencia: 2 361 espectadores Árbitro(s): Carl Brook | Asistencia: 2 361 espectadores Árbitro(s): Carl Brook |

|                                                                                              | (8) Chichester City | vs. | Bury (3) |  |  |
| Partido ganado por el Chichester City debido a la salida del Bury de la Football Association |                     |     |          |  |  |

### Replays
| 19 de noviembre de 2019, 19:45 | (3) Gillingham        | 1:0 (0:0) (0:0) (t. s.) | Sunderland (3) | Priestfield Stadium, Gillingham                       |                                                       |
|                                | - Brandon Hanlan 105' |                         |                | Asistencia: 3 561 espectadores Árbitro(s): Alan Young | Asistencia: 3 561 espectadores Árbitro(s): Alan Young |

| 19 de noviembre de 2019, 19:45 | (4) Exeter City   | 1:0 (1:0) | Cambridge United (4) | St James Park, Exeter                                  |                                                        |
|                                | - Alex Fisher 70' |           |                      | Asistencia: 2 719 espectadores Árbitro(s): Sam Purkiss | Asistencia: 2 719 espectadores Árbitro(s): Sam Purkiss |

| 19 de noviembre de 2019, 19:45 | (5) Eastleigh                                          | 3:0 (0:0) | Stourbridge (7) | Ten Acres, Eastleigh                                     |                                                          |
|                                | - Scott Rendell 50' - Sam Smart 69' - Réda Johnson 78' |           |                 | Asistencia: 1 509 espectadores Árbitro(s): Peter Gibbons | Asistencia: 1 509 espectadores Árbitro(s): Peter Gibbons |

| 19 de noviembre de 2019, 19:45 | (3) Burton Albion                                                               | 4:1 (1:0) | Salford City (4)  | Pirelli Stadium, Burton                                 |                                                         |
|                                | - Lucas Akins 42' - David Templeton 64' - John Brayford 70' - Oliver Sarkic 81' |           | - Ibou Touray 52' | Asistencia: 1 479 espectadores Árbitro(s): Marc Edwards | Asistencia: 1 479 espectadores Árbitro(s): Marc Edwards |

| 19 de noviembre de 2019, 19:45 | (3) Doncaster Rovers                       | 2:0 (0:0) | Wimbledon (3) | Keepmoat Stadium, Doncaster                                |                                                            |
|                                | - James Coppinger 52' - Rakish Bingham 70' |           |               | Asistencia: 3 413 espectadores Árbitro(s): Chris Sarginson | Asistencia: 3 413 espectadores Árbitro(s): Chris Sarginson |

| 19 de noviembre de 2019, 19:45 | (4) Bradford City | 0:1 (0:0) | Shrewsbury Town (3) | Valley Parade, Bradford                                 |                                                         |
|                                |                   |           | - David Edwards 66' | Asistencia: 3 888 espectadores Árbitro(s): Paul Marsden | Asistencia: 3 888 espectadores Árbitro(s): Paul Marsden |

| 19 de noviembre de 2019, 19:45 | (4) Swindon Town | 0:1 (0:0) | Cheltenham Town (4) | County Ground, Swindon                                     |                                                            |
|                                |                  |           | - Alex Addai 50'    | Asistencia: 3 000 espectadores Árbitro(s): Darren Drysdale | Asistencia: 3 000 espectadores Árbitro(s): Darren Drysdale |

| 19 de noviembre de 2019, 19:45 | (3) Peterborough United                     | 2:0 (1:0) | Shrewsbury Town (4) | London Road, Peterborough                              |                                                        |
|                                | - Mohamed Eisa 11' - Ricky-Jade Jones 90+4' |           |                     | Asistencia: 3 593 espectadores Árbitro(s): Ollie Yates | Asistencia: 3 593 espectadores Árbitro(s): Ollie Yates |

| 19 de noviembre de 2019, 19:45 | (5) Bromley | 0:1 (0:1) | Bristol Rovers (3)        | Hayes Lane, Londres                                            |                                                                |
|                                |             |           | - Jonson Clarke-Harris 3' | Asistencia: 4 558 espectadores Árbitro(s): Christopher Pollard | Asistencia: 4 558 espectadores Árbitro(s): Christopher Pollard |

| 19 de noviembre de 2019, 19:45 | (3) Rochdale      | 1:0 (1:0) | Wrexham (5) | Spotland, Rochdale                                         |                                                            |
|                                | - Paul McShane 8' |           |             | Asistencia: 1 628 espectadores Árbitro(s): Seb Stockbridge | Asistencia: 1 628 espectadores Árbitro(s): Seb Stockbridge |

| 20 de noviembre de 2019, 19:45 | (3) Lincoln City | 0:1 (0:0) | Ipswich Town (3)   | Sincil Bank, Lincoln                                   |                                                        |
|                                |                  |           | - Alan Judge 90+4' | Asistencia: 6 781 espectadores Árbitro(s): Andy Haines | Asistencia: 6 781 espectadores Árbitro(s): Andy Haines |

| 20 de noviembre de 2019, 19:45 | (6) Darlington | 0:1 (0:0) | Walsall (4)         | Blackwell Meadows, Darlington                           |                                                         |
|                                |                |           | - Caolan Lavery 68' | Asistencia: 3 106 espectadores Árbitro(s): Scott Oldham | Asistencia: 3 106 espectadores Árbitro(s): Scott Oldham |

| 20 de noviembre de 2019, 19:45 | (4) Newport County                       | 2:0 (0:0) | Grimsby Town (4) | Rodney Parade, Newport, Gales                             |                                                           |
|                                | - Pádraig Amond 50' - Joss Labadie 90+2' |           |                  | Asistencia: 2 053 espectadores Árbitro(s): Darren Handley | Asistencia: 2 053 espectadores Árbitro(s): Darren Handley |

| 20 de noviembre de 2019, 19:45 | (3) Wycombe Wanderers | 1:2 (1:1) (1:0) (t. s.) | Tranmere Rovers (3)                       | Adams Park, High Wycombe                                    |                                                             |
|                                | - Anthony Stewart 45' |                         | - Morgan Ferrier 55' - Kieron Morris 115' | Asistencia: 2 928 espectadores Árbitro(s): Graham Salisbury | Asistencia: 2 928 espectadores Árbitro(s): Graham Salisbury |

## Segunda Ronda
El sorteo de la Segunda Ronda se llevó a cabo el 11 de noviembre de 2019. Los 39 ganadores de la Primera Ronda y el Chichester City clasificado automáticamente jugaron en 20 llaves la Segunda Ronda el fin de semana del 30 de noviembre. Esta ronda incluyó a dos equipos del 8.º Nivel, Chichester City y Maldon & Tiptree, que fueron los equipos con la clasificación más baja en competencia.
| 29 de noviembre de 2019, 19:55 | (8) Maldon & Tiptree | 0:1 (0:0) | Newport County (4)    | Wallace Binder Ground, Maldon                              |                                                            |
|                                |                      |           | - Pádraig Amond 90+1' | Asistencia: 1 876 espectadores Árbitro(s): Seb Stockbridge | Asistencia: 1 876 espectadores Árbitro(s): Seb Stockbridge |

| 30 de noviembre de 2019, 15:00 | (3) Portsmouth                       | 2:1 (0:0) | Altrincham (6)     | Fratton Park, Portsmouth                             |                                                      |
|                                | - Ben Close 56' - Brett Pitman 90+4' |           | - Josh Hancock 83' | Asistencia: 8 539 espectadores Árbitro(s): Tom Nield | Asistencia: 8 539 espectadores Árbitro(s): Tom Nield |

| 30 de noviembre de 2019, 15:00 | (3) Shrewsbury Town                   | 2:0 (0:0) | Mansfield Town (4) | New Meadow, Shrewsbury                                 |                                                        |
|                                | - Josh Laurent 88' - Brad Walke 90+5' |           |                    | Asistencia: 3 678 espectadores Árbitro(s): Andy Haines | Asistencia: 3 678 espectadores Árbitro(s): Andy Haines |

| 30 de noviembre de 2019, 15:00 | (7) Kingstonian | 0:2 (0:2) | Fylde (5)                   | King George's Field, Londres                          |                                                       |
|                                |                 |           | - Jordan Williams 9', 45+1' | Asistencia: 1 460 espectadores Árbitro(s): Lee Swabey | Asistencia: 1 460 espectadores Árbitro(s): Lee Swabey |

| 30 de noviembre de 2019, 15:00 | (4) Walsall | 0:1 (0:0) | Oxford United (3) | Bescot Stadium, Walsall                                  |                                                          |
|                                |             |           | - James Henry 84' | Asistencia: 3 224 espectadores Árbitro(s): Leigh Doughty | Asistencia: 3 224 espectadores Árbitro(s): Leigh Doughty |

| 30 de noviembre de 2019, 15:00 | (4) Forest Green Rovers                | 2:2 (1:1) | Carlisle United (4)      | The New Lawn, Nailsworth                                 |                                                          |
|                                | - Aaron Collins 11' - Gethin Jones 78' |           | - Nathan Thomas 40', 76' | Asistencia: 1 504 espectadores Árbitro(s): Trevor Kettle | Asistencia: 1 504 espectadores Árbitro(s): Trevor Kettle |

| 30 de noviembre de 2019, 15:00 | (4) Oldham Athletic | 0:1 (0:1) | Burton Albion (3) | Boundary Park, Oldham                                  |                                                        |
|                                |                     |           | - Liam Boyce 23'  | Asistencia: 2 858 espectadores Árbitro(s): Andy Davies | Asistencia: 2 858 espectadores Árbitro(s): Andy Davies |

| 30 de noviembre de 2019, 15:00 | (4) Cheltenham Town | 1:3 (1:0) | Port Vale (4)            | Whaddon Road, Cheltenham                              |                                                       |
|                                | - Reuben Reid 3'    |           | - Tom Pope 60', 63', 68' | Asistencia: 2 725 espectadores Árbitro(s): Ross Joyce | Asistencia: 2 725 espectadores Árbitro(s): Ross Joyce |

| 30 de noviembre de 2019, 17:30 | (5) Eastleigh       | 1:1 (0:1) | Crewe Alexandra (4) | Ten Acres, Eastleigh                                  |                                                       |
|                                | - Marcus Barnes 86' |           | - Owen Dale 36'     | Asistencia: 1 806 espectadores Árbitro(s): John Busby | Asistencia: 1 806 espectadores Árbitro(s): John Busby |

| 1 de diciembre de 2019, 14:00 | (3) Blackpool                                     | 3:1 (0:1) | Maidstone United (6) | Bloomfield Road, Blackpool                              |                                                         |
|                               | - George Elokobi 47' - Nathan Delfouneso 50', 51' |           | - Saidou Kha 29'     | Asistencia: 3 977 espectadores Árbitro(s): James Adcock | Asistencia: 3 977 espectadores Árbitro(s): James Adcock |

| 1 de diciembre de 2019, 14:00 | (3) Coventry City     | 1:1 (0:0) | Ipswich Town (3) | St Andrew's, Birmingham                                      |                                                              |
|                               | - Callum O'Hare 90+4' |           | - Will Keane 51' | Asistencia: 2 878 espectadores Árbitro(s): Anthony Backhouse | Asistencia: 2 878 espectadores Árbitro(s): Anthony Backhouse |

| 1 de diciembre de 2019, 14:00 | (4) Exeter City                        | 2:2 (2:0) | Hartlepool United (5)                        | St James Park, Exeter                                 |                                                       |
|                               | - Ryan Bowman 21' - Nigel Atangana 29' |           | - Nicky Featherstone 73' - Nicke Kabamba 79' | Asistencia: 3 638 espectadores Árbitro(s): Josh Smith | Asistencia: 3 638 espectadores Árbitro(s): Josh Smith |

| 1 de diciembre de 2019, 14:00 | (3) Gillingham                                       | 3:0 (2:0) | Doncaster Rovers (3) | Priestfield Stadium, Gillingham                           |                                                           |
|                               | - Mark Byrne 11' - Olly Lee 15' - Brandon Hanlan 68' |           |                      | Asistencia: 3 216 espectadores Árbitro(s): Darren Handley | Asistencia: 3 216 espectadores Árbitro(s): Darren Handley |

| 1 de diciembre de 2019, 14:00 | (3) Rochdale | 0:0 (0:0) | Boston United (6) | Spotland Stadium, Rochdale                                 |  |
|                               |              |           |                   | Asistencia: 2 583 espectadores Árbitro(s): Dean Whitestone |  |

| 1 de diciembre de 2019, 14:00 | (3) Peterborough United                               | 3:0 (0:0) | Dover Athletic (5) | London Road, Peterborough                                 |                                                           |
|                               | - Ivan Toney 7' - Frankie Kent 79' - Mohamed Eisa 84' |           |                    | Asistencia: 4 239 espectadores Árbitro(s): Brett Huxtable | Asistencia: 4 239 espectadores Árbitro(s): Brett Huxtable |

| 1 de diciembre de 2019, 14:00 | (4) Crawley Town   | 1:2 (1:1) | Fleetwood Town (3)                   | Broadfield Stadium, Crawley                             |                                                         |
|                               | - Ollie Palmer 44' |           | - Josh Morris 41' - Paddy Madden 66' | Asistencia: 2 000 espectadores Árbitro(s): Matt Donohue | Asistencia: 2 000 espectadores Árbitro(s): Matt Donohue |

| 1 de diciembre de 2019, 14:00 | (4) Northampton Town                                      | 3:1 (2:0) | Notts County (5)      | Sixfields Stadium, Northampton                          |                                                         |
|                               | - Scott Wharton 3' - Vadaine Oliver 25' - Harry Smith 76' |           | - Kristian Dennis 84' | Asistencia: 4 489 espectadores Árbitro(s): Paul Marsden | Asistencia: 4 489 espectadores Árbitro(s): Paul Marsden |

| 1 de diciembre de 2019, 14:00 | (3) Bristol Rovers  | 1:1 (0:0) | Plymouth Argyle (4)   | Memorial Stadium, Bristol                              |                                                        |
|                               | - Liam Sercombe 74' |           | - Antoni Sarcevic 84' | Asistencia: 6 215 espectadores Árbitro(s): Will Finnie | Asistencia: 6 215 espectadores Árbitro(s): Will Finnie |

| 1 de diciembre de 2019, 15:00 | (3) Tranmere Rovers                                             | 5:1 (0:1) | Chichester City (8) | Prenton Park, Birkenhead                                   |                                                            |
|                               | - Corey Blackett-Taylor 62', 85' - Morgan Ferrier 64', 71', 75' |           | - Ryan Peake 90+1'  | Asistencia: 4 370 espectadores Árbitro(s): Darren Drysdale | Asistencia: 4 370 espectadores Árbitro(s): Darren Drysdale |

| 2 de diciembre de 2019, 19:45 | (5) Solihull Moors                                   | 3:4 (2:0) | Rotherham United (3)                                                  | Damson Park, Solihull                                   |                                                         |
|                               | - Jamey Osborne 6' - Alex Gudger 8' - James Ball 62' |           | - Freddie Ladapo 76' - Michael Ihiekwe 79' - Michael Smith 88', 90+1' | Asistencia: 2 317 espectadores Árbitro(s): Carl Boyeson | Asistencia: 2 317 espectadores Árbitro(s): Carl Boyeson |

### Replays
| 10 de diciembre de 2019, 19:45 | (4) Carlisle United | 1:0 (1:0) | Forest Green Rovers (4) | Brunton Park, Carlisle                                 |                                                        |
|                                | - Aaron Hayden 41'  |           |                         | Asistencia: 1 736 espectadores Árbitro(s): Andy Haines | Asistencia: 1 736 espectadores Árbitro(s): Andy Haines |

| 10 de diciembre de 2019, 19:45 | (4) Crewe Alexandra                       | 3:1 (1:1) | Eastleigh (5)       | Gresty Road, Crewe                                     |                                                        |
|                                | - Chuma Anene 39', 63' - Réda Johnson 55' |           | - Marcus Barnes 90' | Asistencia: 2 184 espectadores Árbitro(s): Sam Purkiss | Asistencia: 2 184 espectadores Árbitro(s): Sam Purkiss |

| 10 de diciembre de 2019, 19:45 | (3) Ipswich Town   | 1:2 (0:2) | Coventry City (3)                        | Portman Road, Ipswich                                      |                                                            |
|                                | - Luke Garbutt 84' |           | - Jordan Shipley 18' - Maxime Biamou 33' | Asistencia: 6 515 espectadores Árbitro(s): Chris Sarginson | Asistencia: 6 515 espectadores Árbitro(s): Chris Sarginson |

| 10 de diciembre de 2019, 19:45 | (5) Hartlepool United | 1:0 (0:0) (0:0) (t. s.) | Exeter City (4) | Victoria Park, Hartlepool                               |                                                         |
|                                | - Josh Hawkes 93'     |                         |                 | Asistencia: 2 398 espectadores Árbitro(s): Scott Oldham | Asistencia: 2 398 espectadores Árbitro(s): Scott Oldham |

| 16 de diciembre de 2019, 19:30 | (6) Boston United    | 1:2 (0:1) | Rochdale (3)                        | York Street, Boston                                    |                                                        |
|                                | - Jordan Thewlis 49' |           | - Peter Crook 4' - Aaron Morley 79' | Asistencia: 4 190 espectadores Árbitro(s): Ollie Yates | Asistencia: 4 190 espectadores Árbitro(s): Ollie Yates |

| 17 de diciembre de 2019, 19:30 | (4) Plymouth Argyle | 0:1 (0:0) | Bristol Rovers (3) | Home Park, Plymouth                                     |                                                         |
|                                |                     |           | - Alex Rodman 68'  | Asistencia: 5 685 espectadores Árbitro(s): Andy Woolmer | Asistencia: 5 685 espectadores Árbitro(s): Andy Woolmer |

## Tercera Ronda
El sorteo de la Tercera Ronda se realizó el 2 de diciembre de 2019. Los 20 ganadores de la Segunda Ronda se unieron a los 20 clubes de la Premier League y 24 de la EFL Championship en 32 llaves que se jugaron durante el fin de semana del 4 al 6 de enero de 2020. Esta ronda incluyó a dos equipos del 5.º Nivel, el Fylde y Hartlepool United, que fueron los equipos con la clasificación más baja en competencia.
| 4 de enero de 2020, 12:30 | (3) Rochdale          | 1:1 (0:1) | Newcastle United (1) | Spotland Stadium, Rochdale                             |                                                        |
|                           | - Aaron Wilbraham 79' |           | - Miguel Almirón 17' | Asistencia: 8 593 espectadores Árbitro(s): David Coote | Asistencia: 8 593 espectadores Árbitro(s): David Coote |

| 4 de enero de 2020, 12:30 | (2) Bristol City      | 1:1 (1:0) | Shrewsbury Town (3) | Aston Gate, Bristol                                   |                                                       |
|                           | - Famara Diédhiou 30' |           | - Sean Goss 48'     | Asistencia: 9 730 espectadores Árbitro(s): John Busby | Asistencia: 9 730 espectadores Árbitro(s): John Busby |

| 4 de enero de 2020, 12:30 | (2) Millwall                                            | 3:0 (1:0) | Newport County (4) | The Den, Londres                                           |                                                            |
|                           | - Matt Smith 7' - Connor Mahoney 64' - Tom Bradshaw 82' |           |                    | Asistencia: 6 009 espectadores Árbitro(s): Tony Harrington | Asistencia: 6 009 espectadores Árbitro(s): Tony Harrington |

| 4 de enero de 2020, 12:30 | (3) Rotherham United                   | 2:3 (2:1) | Hull City (2)               | New York Stadium, Rotherham                                  |                                                              |
|                           | - Michael Smith 20' - Kyle Vassell 43' |           | - Tom Eaves 16', 66', 90+2' | Asistencia: 6 044 espectadores Árbitro(s): Anthony Backhouse | Asistencia: 6 044 espectadores Árbitro(s): Anthony Backhouse |

| 4 de enero de 2020, 12:30 | (1) Burnley                                                    | 4:2 (3:1) | Peterborough United (3)                 | Turf Moor, Burnley                                      |                                                         |
|                           | - Jay Rodríguez 8', 52' - Erik Pieters 15' - Jeff Hendrick 23' |           | - Ivan Toney 39' - Ricky-Jade Jones 76' | Asistencia: 8 043 espectadores Árbitro(s): Robert Jones | Asistencia: 8 043 espectadores Árbitro(s): Robert Jones |

| 4 de enero de 2020, 12:30 | (2) Birmingham City                    | 2:1 (1:0) | Blackburn Rovers (2) | St Andrew's, Birmingham                                    |                                                            |
|                           | - Daniel Crowley 4' - Jérémie Bela 90' |           | - Adam Armstrong 61' | Asistencia: 7 330 espectadores Árbitro(s): Oliver Langford | Asistencia: 7 330 espectadores Árbitro(s): Oliver Langford |

| 4 de enero de 2020, 15:00 | (2) Fulham                                | 2:1 (0:0) | Aston Villa (1)      | Craven Cottage, Londres                                  |                                                          |
|                           | - Anthony Knockaert 53' - Harry Arter 74' |           | - Anwar El Ghazi 64' | Asistencia: 12 980 espectadores Árbitro(s): Craig Pawson | Asistencia: 12 980 espectadores Árbitro(s): Craig Pawson |

| 4 de enero de 2020, 15:00 | (2) Cardiff City                        | 2:2 (0:2) | Carlisle United (4)                     | Cardiff City Stadium, Cardiff, Gales                        |                                                             |
|                           | - Callum Paterson 50' - Gavin Whyte 55' |           | - Jack Bridge 12' - Harry McKirdy 45+2' | Asistencia: 5 282 espectadores Árbitro(s): Geoff Eltringham | Asistencia: 5 282 espectadores Árbitro(s): Geoff Eltringham |

| 4 de enero de 2020, 15:00 | (3) Oxford United                                                             | 4:1 (0:1) | Hartlepool United (5) | Kassam Stadium, Oxford                                       |                                                              |
|                           | - Robert Hall 52' - Shandon Baptiste 66' - Tariqe Fosu 84' - Matty Taylor 87' |           | - Mark Kitching 9'    | Asistencia: 6 240 espectadores Árbitro(s): Michael Salisbury | Asistencia: 6 240 espectadores Árbitro(s): Michael Salisbury |

| 4 de enero de 2020, 15:00 | (1) Southampton                        | 2:0 (0:0) | Huddersfield Town (2) | St Mary's Stadium, Southampton                           |                                                          |
|                           | - Will Smallbone 47' - Jake Vokins 87' |           |                       | Asistencia: 20 091 espectadores Árbitro(s): Tim Robinson | Asistencia: 20 091 espectadores Árbitro(s): Tim Robinson |

| 4 de enero de 2020, 15:00 | (1) Brighton & Hove Albion | 0:1 (0:0) | Sheffield Wednesday (2) | Falmer Stadium, Brighton and Hove                          |                                                            |
|                           |                            |           | - Adam Reach 65'        | Asistencia: 20 349 espectadores Árbitro(s): Andre Marriner | Asistencia: 20 349 espectadores Árbitro(s): Andre Marriner |

| 4 de enero de 2020, 15:00 | (2) Reading                          | 2:2 (0:1) | Blackpool (3)                                    | Madejski Stadium, Reading                               |                                                         |
|                           | - Sam Baldock 56' - Danny Loader 66' |           | - Nathan Delfouneso 28' - Armand Gnanduillet 60' | Asistencia: 10 181 espectadores Árbitro(s): John Brooks | Asistencia: 10 181 espectadores Árbitro(s): John Brooks |

| 4 de enero de 2020, 15:00 | (1) Watford                                                           | 3:3 (3:0) | Tranmere Rovers (3)                                        | Vicarage Road, Watford                                   |                                                          |
|                           | - Tom Dele-Bashiru 12' - Nathaniel Chalobah 14' - Roberto Pereyra 34' |           | - Connor Jennings 65' - Manny Monthé 78' - Paul Mullin 87' | Asistencia: 14 373 espectadores Árbitro(s): Graham Scott | Asistencia: 14 373 espectadores Árbitro(s): Graham Scott |

| 4 de enero de 2020, 15:00 | (2) Preston North End               | 2:4 (0:3) | Norwich City (1)                              | Deepdale, Preston                                          |                                                            |
|                           | - Billy Bodin 48' - Josh Harrop 84' |           | - Adam Idah 2', 38', 61' - Onel Hernández 28' | Asistencia: 7 616 espectadores Árbitro(s): Martin Atkinson | Asistencia: 7 616 espectadores Árbitro(s): Martin Atkinson |

| 4 de enero de 2020, 15:00 | (2) Brentford            | 1:0 (1:0) | Stoke City (2) | Griffin Park, Londres    |                          |
|                           | - Emiliano Marcondes 43' |           |                | Árbitro(s): Keith Stroud | Árbitro(s): Keith Stroud |

| 4 de enero de 2020, 17:30 | (1) Leicester City                   | 2:0 (2:0) | Wigan Athletic (2) | King Power Stadium, Leicester                            |                                                          |
|                           | - Tom Pearce 19' - Harvey Barnes 40' |           |                    | Asistencia: 30 330 espectadores Árbitro(s): Simon Hooper | Asistencia: 30 330 espectadores Árbitro(s): Simon Hooper |

| 4 de enero de 2020, 17:30 | (1) Wolverhampton Wanderers | 0:0 (0:0) | Manchester United (1) | Molineux Stadium, Wolverhampton                          |  |
|                           |                             |           |                       | Asistencia: 31 381 espectadores Árbitro(s): Paul Tierney |  |

| 4 de enero de 2020, 17:30 | (1) Bournemouth                                                    | 4:0 (1:0) | Luton Town (2) | Dean Court, Bournemouth                                    |                                                            |
|                           | - Philip Billing 8', 79' - Callum Wilson 67' - Dominic Solanke 82' |           |                | Asistencia: 10 064 espectadores Árbitro(s): Darren England | Asistencia: 10 064 espectadores Árbitro(s): Darren England |

| 4 de enero de 2020, 17:30 | (1) Manchester City                                                                        | 4:1 (2:1) | Port Vale (4)  | Etihad Stadium, Mánchester                            |                                                       |
|                           | - Oleksandr Zinchenko 20' - Sergio Agüero 42' - Taylor Harwood-Bellis 58' - Phil Foden 76' |           | - Tom Pope 35' | Asistencia: 52 433 espectadores Árbitro(s): Lee Mason | Asistencia: 52 433 espectadores Árbitro(s): Lee Mason |

| 4 de enero de 2020, 17:30 | (3) Fleetwood Town    | 1:2 (0:0) | Portsmouth (3)                        | Highbury Stadium, Fleetwood                             |                                                         |
|                           | - Conor McAleny 90+1' |           | - James Bolton 66' - John Marquis 71' | Asistencia: 2 145 espectadores Árbitro(s): Marc Edwards | Asistencia: 2 145 espectadores Árbitro(s): Marc Edwards |

| 5 de enero de 2020, 14:00 | (2) Queens Park Rangers                                                                  | 5:1 (3:0) | Swansea City (2)   | Loftus Road, Londres                                      |                                                           |
|                           | - Jordan Hugill 21', 45' - Bright Osayi-Samuel 29' - Lee Wallace 76' - Josh Scowen 90+1' |           | - George Byers 60' | Asistencia: 6 712 espectadores Árbitro(s): Stephen Martin | Asistencia: 6 712 espectadores Árbitro(s): Stephen Martin |

| 5 de enero de 2020, 14:00 | (1) Chelsea                                | 2:0 (2:0) | Nottingham Forest (2) | Stamford Bridge, Londres                                 |                                                          |
|                           | - Callum Hudson-Odoi 6' - Ross Barkley 33' |           |                       | Asistencia: 40 492 espectadores Árbitro(s): Peter Bankes | Asistencia: 40 492 espectadores Árbitro(s): Peter Bankes |

| 5 de enero de 2020, 14:00 | (2) Charlton Athletic | 0:1 (0:1) | West Bromwich Albion (2) | The Valley, Londres                                   |                                                       |
|                           |                       |           | - Kenneth Zohore 32'     | Asistencia: 6 426 espectadores Árbitro(s): David Webb | Asistencia: 6 426 espectadores Árbitro(s): David Webb |

| 5 de enero de 2020, 14:00 | (1) Sheffield United                   | 2:1 (1:0) | Fylde (5)             | Bramall Lane, Sheffield                                    |                                                            |
|                           | - Callum Robinson 8' - Leon Clarke 60' |           | - Jordan Williams 78' | Asistencia: 11 133 espectadores Árbitro(s): Jarred Gillett | Asistencia: 11 133 espectadores Árbitro(s): Jarred Gillett |

| 5 de enero de 2020, 14:00 | (3) Bristol Rovers                         | 2:2 (2:1) | Coventry City (3)                 | Memorial Stadium, Bristol                             |                                                       |
|                           | - Jonson Clarke-Harris 6' - Tony Craig 32' |           | - Liam Walsh 31' - Tony Craig 53' | Asistencia: 7 000 espectadores Árbitro(s): Gavin Ward | Asistencia: 7 000 espectadores Árbitro(s): Gavin Ward |

| 5 de enero de 2020, 14:00 | (4) Crewe Alexandra | 1:3 (0:1) | Barnsley (2)                                             | Gresty Road, Crewe                                         |                                                            |
|                           | - Paul Green 48'    |           | - Jacob Brown 3' - Conor Chaplin 75' - Luke Thomas 90+4' | Asistencia: 5 158 espectadores Árbitro(s): James Linington | Asistencia: 5 158 espectadores Árbitro(s): James Linington |

| 5 de enero de 2020, 14:00 | (2) Middlesbrough     | 1:1 (0:0) | Tottenham Hotspur (1) | Riverside Stadium, Middlesbrough                           |                                                            |
|                           | - Ashley Fletcher 50' |           | - Lucas Moura 61'     | Asistencia: 26 693 espectadores Árbitro(s): Stuart Attwell | Asistencia: 26 693 espectadores Árbitro(s): Stuart Attwell |

| 5 de enero de 2020, 14:00 | (1) Crystal Palace | 0:1 (0:1) | Derby County (2)   | Selhurst Park, Londres                                     |                                                            |
|                           |                    |           | - Chris Martin 32' | Asistencia: 15 507 espectadores Árbitro(s): Michael Oliver | Asistencia: 15 507 espectadores Árbitro(s): Michael Oliver |

| 5 de enero de 2020, 14:00 | (3) Burton Albion                         | 2:4 (1:3) | Northampton Town (4)                                                        | Pirelli Stadium, Burton upon Trent                        |                                                           |
|                           | - Ryan Edwards 45+2' - Scott Fraser 90+1' |           | - Nicky Adams 10' - Ryan Watson 23' - Charlie Goode 45+1' - Sam Hoskins 70' | Asistencia: 3 810 espectadores Árbitro(s): Jeremy Simpson | Asistencia: 3 810 espectadores Árbitro(s): Jeremy Simpson |

| 5 de enero de 2020, 16:00 | (1) Liverpool      | 1:0 (0:0) | Everton (1) | Anfield, Liverpool                                        |                                                           |
|                           | - Curtis Jones 71' |           |             | Asistencia: 52 583 espectadores Árbitro(s): Jonathan Moss | Asistencia: 52 583 espectadores Árbitro(s): Jonathan Moss |

| 5 de enero de 2020, 18:15 | (3) Gillingham | 0:2 (0:0) | West Ham United (1)                        | Priestfield Stadium, Gillingham                           |                                                           |
|                           |                |           | - Pablo Zabaleta 74' - Pablo Fornals 90+4' | Asistencia: 10 913 espectadores Árbitro(s): Andrew Madley | Asistencia: 10 913 espectadores Árbitro(s): Andrew Madley |

| 6 de enero de 2020, 20:00 | (1) Arsenal        | 1:0 (0:0) | Leeds United (2) | Emirates Stadium, Londres                                  |                                                            |
|                           | - Reiss Nelson 55' |           |                  | Asistencia: 58 403 espectadores Árbitro(s): Anthony Taylor | Asistencia: 58 403 espectadores Árbitro(s): Anthony Taylor |

### Replays
| 14 de enero de 2020, 19:45 | (1) Newcastle United                                                              | 4:1 (3:0) | Rochdale (3)          | St James' Park, Newcastle upon Tyne                      |                                                          |
|                            | - Eoghan O'Connell 17' - Matty Longstaff 20' - Miguel Almirón 26' - Joelinton 82' |           | - Jordan Williams 86' | Asistencia: 29 786 espectadores Árbitro(s): Graham Scott | Asistencia: 29 786 espectadores Árbitro(s): Graham Scott |

| 14 de enero de 2020, 19:45 | (3) Shrewsbury Town | 1:0 (0:0) | Bristol City (2) | New Meadow, Shrewsbury                                |                                                       |
|                            | - Aaron Pierre 89'  |           |                  | Asistencia: 7 194 espectadores Árbitro(s): David Webb | Asistencia: 7 194 espectadores Árbitro(s): David Webb |

| 14 de enero de 2020, 19:45 | (3) Blackpool | 0:2 (0:1) | Reading (2)                         | Bloomfield Road, Blackpool                             |                                                        |
|                            |               |           | - Lucas Boyé 42' - Jordan Obita 82' | Asistencia: 5 213 espectadores Árbitro(s): Darren Bond | Asistencia: 5 213 espectadores Árbitro(s): Darren Bond |

| 14 de enero de 2020, 19:45 | (3) Coventry City                       | 3:0 (1:0) | Bristol Rovers (3) | St Andrew's, Birmingham                                      |                                                              |
|                            | - Maxime Biamou 4', 56' - Josh Pask 50' |           |                    | Asistencia: 2 693 espectadores Árbitro(s): Anthony Backhouse | Asistencia: 2 693 espectadores Árbitro(s): Anthony Backhouse |

| 14 de enero de 2020, 20:05 | (1) Tottenham Hotspur                   | 2:1 (2:0) | Middlesbrough (2)    | Tottenham Hotspur Stadium, Londres                       |                                                          |
|                            | - Giovani Lo Celso 2' - Érik Lamela 15' |           | - George Saville 83' | Asistencia: 49 202 espectadores Árbitro(s): Craig Pawson | Asistencia: 49 202 espectadores Árbitro(s): Craig Pawson |

| 15 de enero de 2020, 19:45 | (4) Carlisle United                         | 3:4 (1:2) | Cardiff City (2)                                         | Brunton Park, Carlisle                                    |                                                           |
|                            | - Nathan Thomas 7' - Harry McKirdy 51', 64' |           | - Aden Flint 18', 48' - Josh Murphy 45' - Danny Ward 57' | Asistencia: 4 381 espectadores Árbitro(s): Darren Handley | Asistencia: 4 381 espectadores Árbitro(s): Darren Handley |

| 15 de enero de 2020, 20:00 | (1) Manchester United | 1:0 (0:0) | Wolverhampton Wanderers (1) | Old Trafford, Mánchester                                 |                                                          |
|                            | - Juan Mata 67'       |           |                             | Asistencia: 67 025 espectadores Árbitro(s): Kevin Friend | Asistencia: 67 025 espectadores Árbitro(s): Kevin Friend |

| 23 de enero de 2020, 19:45 | (3) Tranmere Rovers                      | 2:1 (1:1) (1:0) (t. s.) | Watford (1)        | Prenton Park, Birkenhead    |                             |
|                            | - Emmanuel Monthe 36' - Paul Mullin 104' |                         | - Kaylen Hinds 68' | Árbitro(s): Tony Harrington | Árbitro(s): Tony Harrington |

## Cuarta Ronda
El sorteo se realizó el 6 de enero de 2020, antes del partido entre el Arsenal y el Leeds United. Los encuentros se jugarán entre el 24 y el 27 de enero de 2020. Northampton Town de la League Two es el equipo más débil para competir en esta ronda.
| 24 de enero de 2020, 20:00 | (4) Northampton Town | 0:0 (0:0) | Derby County (2) | Sixfields Stadium, Northampton                            |  |
|                            |                      |           |                  | Asistencia: 7 798 espectadores Árbitro(s): Darren England |  |

| 24 de enero de 2020, 20:00 | (2) Queens Park Rangers | 1:2 (0:1) | Sheffield Wednesday (2)              | Loftus Road, Londres                                     |                                                          |
|                            | - Nahki Wells 90+3'     |           | - Morgan Fox 43' - Sam Winnall 90+1' | Asistencia: 11 871 espectadores Árbitro(s): Keith Stroud | Asistencia: 11 871 espectadores Árbitro(s): Keith Stroud |

| 25 de enero de 2020, 12:45 | (2) Brentford | 0:1 (0:1) | Leicester City (1)     | Griffin Park, Londres                                      |                                                            |
|                            |               |           | - Kelechi Iheanacho 4' | Asistencia: 12 221 espectadores Árbitro(s): Chris Kavanagh | Asistencia: 12 221 espectadores Árbitro(s): Chris Kavanagh |

| 25 de enero de 2020, 15:00 | (1) Southampton      | 1:1 (0:0) | Tottenham Hotspur (1) | St Mary's Stadium, Southampton                           |                                                          |
|                            | - Sofiane Boufal 87' |           | - Son Heung-Min 58'   | Asistencia: 29 282 espectadores Árbitro(s): Peter Bankes | Asistencia: 29 282 espectadores Árbitro(s): Peter Bankes |

| 25 de enero de 2020, 15:00 | (2) Millwall | 0:2 (0:0) | Sheffield United (1)                     | The Den, Londres                                           |                                                            |
|                            |              |           | - Muhamed Bešić 62' - Oliver Norwood 84' | Asistencia: 12 653 espectadores Árbitro(s): Anthony Taylor | Asistencia: 12 653 espectadores Árbitro(s): Anthony Taylor |

| 25 de enero de 2020, 15:00 | (2) Reading      | 1:1 (1:1) | Cardiff City (2)     | Madejski Stadium, Reading                                |                                                          |
|                            | - Yakou Méïté 8' |           | - Callum Paterson 5' | Asistencia: 12 798 espectadores Árbitro(s): Marc Edwards | Asistencia: 12 798 espectadores Árbitro(s): Marc Edwards |

| 25 de enero de 2020, 15:00 | (1) West Ham United | 0:1 (0:1) | West Bromwich Albion (2) | London Stadium, Londres                                    |                                                            |
|                            |                     |           | - Conor Townsend 9'      | Asistencia: 58 911 espectadores Árbitro(s): Stuart Attwell | Asistencia: 58 911 espectadores Árbitro(s): Stuart Attwell |

| 25 de enero de 2020, 15:00 | (1) Burnley        | 1:2 (0:0) | Norwich City (1)                     | Turf Moor, Burnley                                        |                                                           |
|                            | - Erik Pieters 72' |           | - Grant Hanley 53' - Josip Drmić 57' | Asistencia: 8 071 espectadores Árbitro(s): Michael Oliver | Asistencia: 8 071 espectadores Árbitro(s): Michael Oliver |

| 25 de enero de 2020, 15:00 | (3) Coventry City | 0:0 (0:0) | Birmingham City (2) | St Andrew's Stadium, Birmingham                          |  |
|                            |                   |           |                     | Asistencia: 21 193 espectadores Árbitro(s): Tim Robinson |  |

| 25 de enero de 2020, 15:00 | (1) Newcastle United | 0:0 (0:0) | Oxford United (3) | St James' Park, Newcastle upon Tyne                      |  |
|                            |                      |           |                   | Asistencia: 52 221 espectadores Árbitro(s): Robert Jones |  |

| 25 de enero de 2020, 15:00 | (3) Portsmouth                                                                  | 4:2 (2:0) | Barnsley (2)                               | Fratton Park, Portsmouth                                 |                                                          |
|                            | - Ben Close 37' - John Marquis 45+1' - Ronan Curtis 62' - Christian Burgess 76' |           | - Cauley Woodrow 60' - Conor Chaplin 90+1' | Asistencia: 13 286 espectadores Árbitro(s): Graham Scott | Asistencia: 13 286 espectadores Árbitro(s): Graham Scott |

| 25 de enero de 2020, 17:30 | (2) Hull City        | 1:2 (0:1) | Chelsea (1)                              | KCOM Stadium, Kingston upon Hull                         |                                                          |
|                            | - Kamil Grosicki 78' |           | - Michy Batshuayi 6' - Fikayo Tomori 64' | Asistencia: 24 109 espectadores Árbitro(s): Craig Pawson | Asistencia: 24 109 espectadores Árbitro(s): Craig Pawson |

| 26 de enero de 2020, 13:00 | (1) Manchester City                                               | 4:0 (2:0) | Fulham (2) | Etihad Stadium, Mánchester                               |                                                          |
|                            | - Ilkay Gündoğan 8' - Bernardo Silva 19' - Gabriel Jesus 72', 75' |           |            | Asistencia: 39 223 espectadores Árbitro(s): Kevin Friend | Asistencia: 39 223 espectadores Árbitro(s): Kevin Friend |

| 26 de enero de 2020, 15:00 | (3) Tranmere Rovers | 0:6 (0:5) | Manchester United (1)                                                                                                   | Prenton Park, Birkenhead |                       |
|                            |                     |           | - Harry Maguire 10' - Diogo Dalot 13' - Jesse Lingaard 16' - Phil Jones 41' - Anthony Martial 45' - Mason Greenwood 56' | Árbitro(s): Lee Mason    | Árbitro(s): Lee Mason |

| 26 de enero de 2020, 17:00 | (3) Shrewsbury Town       | 2:2 (0:1) | Liverpool (1)                        | New Meadow, Shrewsbury   |                          |
|                            | - Jason Cummings 65', 75' |           | - Curtis Jones 15' - Donald Love 46' | Árbitro(s): Simon Hooper | Árbitro(s): Simon Hooper |

| 27 de enero de 2020, 20:00 | (1) Bournemouth      | 1:2 (0:2) | Arsenal (1)                          | Dean Court, Bournemouth                                     |                                                             |
|                            | - Sam Surridge 90+4' |           | - Bukayo Saka 5' - Eddie Nketiah 26' | Asistencia: 10 308 espectadores Árbitro(s): Martin Atkinson | Asistencia: 10 308 espectadores Árbitro(s): Martin Atkinson |

### Replays
| 4 de febrero de 2020, 19:45 | (2) Derby County                                                             | 4:2 (2:0) | Northampton Town (4) | Pride Park Stadium, Derby                              |                                                        |
|                             | - Andre Wisdom 28' - Duane Holmes 35' - Jack Marriott 51' - Wayne Rooney 77' |           |                      | Asistencia: 15 860 espectadores Árbitro(s): David Webb | Asistencia: 15 860 espectadores Árbitro(s): David Webb |

| 4 de febrero de 2020, 19:45 | (2) Cardiff City                           | 3:3 (2:2) (1:0) (t. s.)(1:4 p.) | Reading (2)                                                  | Cardiff City Stadium, Cardiff                         |                                                       |
|                             | - Josh Murphy 19' 93' - Robert Glatzel 54' |                                 | - Omar Richards 69' - Andy Rinomhota 79' - Yakou Méïté 116'  | Asistencia: 4 832 espectadores Árbitro(s): Gavin Ward | Asistencia: 4 832 espectadores Árbitro(s): Gavin Ward |
|                             |                                            | Tiros desde el punto penal      |                                                              |                                                       |                                                       |
|                             | - Aden Flint - Will Vaulks - Marlon Pack   |                                 | - Garath McCleary - Gabriel Osho - Jordan Obita - Sone Aluko |                                                       |                                                       |

| 4 de febrero de 2020, 19:45 | (2) Birmingham City                                            | 2:2 (1:1) (0:1) (t. s.)(4:1 p.) | Coventry City (3)                        | St. Andrew's, Birmingham                                |                                                         |
|                             | - Harlee Dean 90+2' - Jérémie Bela 120'                        |                                 | - Marc Roberts 50' - Maxime Biamou 114'  | Asistencia: 11 680 espectadores Árbitro(s): Darren Bond | Asistencia: 11 680 espectadores Árbitro(s): Darren Bond |
|                             |                                                                | Tiros desde el punto penal      |                                          |                                                         |                                                         |
|                             | - Lukas Jutkiewicz - Jérémie Bela - Gary Gardner - Harlee Dean |                                 | - Matt Godden - Liam Walsh - Jamie Allen |                                                         |                                                         |

| 4 de febrero de 2020, 19:45 | (3) Oxford United                       | 2:3 (2:2) (0:2) (t. s.) | Newcastle United (1)                                            | Kassam Stadium, Oxford                                   |                                                          |
|                             | - Liam Kelly 84' - Nathan Holland 90+4' |                         | - Sean Longstaff 15' - Joelinton 30' - Allan Saint-Maximin 116' | Asistencia: 11 520 espectadores Árbitro(s): Peter Bankes | Asistencia: 11 520 espectadores Árbitro(s): Peter Bankes |

| 4 de febrero de 2020, 19:45 | (1) Liverpool           | 1:0 (0:0) | Shrewsbury Town (3) | Anfield, Liverpool                                        |                                                           |
|                             | - Ro-Shaun Williams 75' |           |                     | Asistencia: 52 399 espectadores Árbitro(s): Andrew Madley | Asistencia: 52 399 espectadores Árbitro(s): Andrew Madley |

| 5 de febrero de 2020, 19:45 | (1) Tottenham Hotspur                                     | 3:2 (1:1) | Southampton (1)                   | Tottenham Hotspur Stadium, Londres                      |                                                         |
|                             | - Jack Stephens 12' - Lucas Moura 78' - Son Heung-min 87' |           | - Shane Long 34' - Danny Ings 72' | Asistencia: 56 046 espectadores Árbitro(s): David Coote | Asistencia: 56 046 espectadores Árbitro(s): David Coote |

## Cuadro de desarrollo
|  | Octavos de final     | Octavos de final     | Octavos de final  |                   |                  | Cuartos de final | Cuartos de final | Cuartos de final |  |                   | Semifinales       | Semifinales      | Semifinales      |  |         | Final       | Final       | Final       |  |
|  | 2 a 5 de marzo       | 2 a 5 de marzo       | 2 a 5 de marzo    |                   |                  | 27 a 28 de junio | 27 a 28 de junio | 27 a 28 de junio |  |                   | 18 a 19 de julio  | 18 a 19 de julio | 18 a 19 de julio |  |         | 1 de agosto | 1 de agosto | 1 de agosto |  |
|  |                      |                      |                   |                   |                  |                  |                  |                  |  |                   |                   |                  |                  |  |         |             |             |             |  |
|  |                      |                      |                   |                   |                  |                  |                  |                  |  |                   |                   |                  |                  |  |         |             |             |             |  |
|  | Reading              | Reading              | 1                 |                   |                  |                  |                  |                  |  |                   |                   |                  |                  |  |         |             |             |             |  |
|  | Reading              | Reading              | 1                 |                   |                  |                  |                  |                  |  |                   |                   |                  |                  |  |         |             |             |             |  |
|  | Sheffield United     | Sheffield United     | 2                 |                   |                  |                  |                  |                  |  |                   |                   |                  |                  |  |         |             |             |             |  |
|  | Sheffield United     | Sheffield United     | 2                 |                   | Sheffield United | Sheffield United | 1                |                  |  |                   |                   |                  |                  |  |         |             |             |             |  |
|  |                      |                      |                   |                   | Sheffield United | Sheffield United | 1                |                  |  |                   |                   |                  |                  |  |         |             |             |             |  |
|  |                      |                      | Arsenal           | Arsenal           | 2                |                  |                  |                  |  |                   |                   |                  |                  |  |         |             |             |             |  |
|  | Portsmouth           | Portsmouth           | Arsenal           | Arsenal           | 2                | 0                |                  |                  |  |                   |                   |                  |                  |  |         |             |             |             |  |
|  | Portsmouth           | Portsmouth           |                   |                   |                  |                  |                  |                  |  |                   |                   |                  |                  |  |         |             |             |             |  |
|  | Arsenal              | Arsenal              | 2                 |                   |                  |                  |                  |                  |  |                   |                   |                  |                  |  |         |             |             |             |  |
|  | Arsenal              | Arsenal              | 2                 |                   |                  |                  |                  |                  |  | Arsenal           | Arsenal           | 2                |                  |  |         |             |             |             |  |
|  |                      |                      |                   |                   |                  |                  |                  |                  |  | Arsenal           | Arsenal           | 2                |                  |  |         |             |             |             |  |
|  |                      |                      | Manchester City   | Manchester City   | 0                |                  |                  |                  |  |                   |                   |                  |                  |  |         |             |             |             |  |
|  | West Bromwich Albion | West Bromwich Albion | Manchester City   | Manchester City   | 0                | 2                |                  |                  |  |                   |                   |                  |                  |  |         |             |             |             |  |
|  | West Bromwich Albion | West Bromwich Albion |                   |                   |                  |                  |                  |                  |  |                   |                   |                  |                  |  |         |             |             |             |  |
|  | Newcastle United     | Newcastle United     | 3                 |                   |                  |                  |                  |                  |  |                   |                   |                  |                  |  |         |             |             |             |  |
|  | Newcastle United     | Newcastle United     | 3                 |                   | Newcastle United | Newcastle United | 0                |                  |  |                   |                   |                  |                  |  |         |             |             |             |  |
|  |                      |                      |                   |                   | Newcastle United | Newcastle United | 0                |                  |  |                   |                   |                  |                  |  |         |             |             |             |  |
|  |                      |                      | Manchester City   | Manchester City   | 2                |                  |                  |                  |  |                   |                   |                  |                  |  |         |             |             |             |  |
|  | Sheffield Wednesday  | Sheffield Wednesday  | Manchester City   | Manchester City   | 2                | 0                |                  |                  |  |                   |                   |                  |                  |  |         |             |             |             |  |
|  | Sheffield Wednesday  | Sheffield Wednesday  |                   |                   |                  |                  |                  |                  |  |                   |                   |                  |                  |  |         |             |             |             |  |
|  | Manchester City      | Manchester City      | 1                 |                   |                  |                  |                  |                  |  |                   |                   |                  |                  |  |         |             |             |             |  |
|  | Manchester City      | Manchester City      | 1                 |                   |                  |                  |                  |                  |  |                   |                   |                  |                  |  | Arsenal | Arsenal     | 2           |             |  |
|  |                      |                      |                   |                   |                  |                  |                  |                  |  |                   |                   |                  |                  |  | Arsenal | Arsenal     | 2           |             |  |
|  |                      |                      | Chelsea           | Chelsea           | 1                |                  |                  |                  |  |                   |                   |                  |                  |  |         |             |             |             |  |
|  | Tottenham Hotspur    | Tottenham Hotspur    | Chelsea           | Chelsea           | 1                | 1 (2)            |                  |                  |  |                   |                   |                  |                  |  |         |             |             |             |  |
|  | Tottenham Hotspur    | Tottenham Hotspur    |                   |                   |                  |                  |                  |                  |  |                   |                   |                  |                  |  |         |             |             |             |  |
|  | Norwich City         | Norwich City         | 1 (3)             |                   |                  |                  |                  |                  |  |                   |                   |                  |                  |  |         |             |             |             |  |
|  | Norwich City         | Norwich City         | 1 (3)             |                   | Norwich City     | Norwich City     | 1                |                  |  |                   |                   |                  |                  |  |         |             |             |             |  |
|  |                      |                      |                   |                   | Norwich City     | Norwich City     | 1                |                  |  |                   |                   |                  |                  |  |         |             |             |             |  |
|  |                      |                      | Manchester United | Manchester United | 2                |                  |                  |                  |  |                   |                   |                  |                  |  |         |             |             |             |  |
|  | Derby County         | Derby County         | Manchester United | Manchester United | 2                | 0                |                  |                  |  |                   |                   |                  |                  |  |         |             |             |             |  |
|  | Derby County         | Derby County         |                   |                   |                  |                  |                  |                  |  |                   |                   |                  |                  |  |         |             |             |             |  |
|  | Manchester United    | Manchester United    | 3                 |                   |                  |                  |                  |                  |  |                   |                   |                  |                  |  |         |             |             |             |  |
|  | Manchester United    | Manchester United    | 3                 |                   |                  |                  |                  |                  |  | Manchester United | Manchester United | 1                |                  |  |         |             |             |             |  |
|  |                      |                      |                   |                   |                  |                  |                  |                  |  | Manchester United | Manchester United | 1                |                  |  |         |             |             |             |  |
|  |                      |                      | Chelsea           | Chelsea           | 3                |                  |                  |                  |  |                   |                   |                  |                  |  |         |             |             |             |  |
|  | Leicester City       | Leicester City       | Chelsea           | Chelsea           | 3                | 1                |                  |                  |  |                   |                   |                  |                  |  |         |             |             |             |  |
|  | Leicester City       | Leicester City       |                   |                   |                  |                  |                  |                  |  |                   |                   |                  |                  |  |         |             |             |             |  |
|  | Birmingham City      | Birmingham City      | 0                 |                   |                  |                  |                  |                  |  |                   |                   |                  |                  |  |         |             |             |             |  |
|  | Birmingham City      | Birmingham City      | 0                 |                   | Leicester City   | Leicester City   | 0                |                  |  |                   |                   |                  |                  |  |         |             |             |             |  |
|  |                      |                      |                   |                   | Leicester City   | Leicester City   | 0                |                  |  |                   |                   |                  |                  |  |         |             |             |             |  |
|  |                      |                      | Chelsea           | Chelsea           | 1                |                  |                  |                  |  |                   |                   |                  |                  |  |         |             |             |             |  |
|  | Chelsea              | Chelsea              | Chelsea           | Chelsea           | 1                | 2                |                  |                  |  |                   |                   |                  |                  |  |         |             |             |             |  |
|  | Chelsea              | Chelsea              |                   |                   |                  |                  |                  |                  |  |                   |                   |                  |                  |  |         |             |             |             |  |
|  | Liverpool            | Liverpool            | 0                 |                   |                  |                  |                  |                  |  |                   |                   |                  |                  |  |         |             |             |             |  |
|  | Liverpool            | Liverpool            | 0                 |                   |                  |                  |                  |                  |  |                   |                   |                  |                  |  |         |             |             |             |  |
|  |                      |                      |                   |                   |                  |                  |                  |                  |  |                   |                   |                  |                  |  |         |             |             |             |  |

## Quinta Ronda
El sorteo se realizó el 27 de enero de 2020, antes del partido por la cuarta ronda entre Bournemouth y Arsenal. Los partidos se jugarán entre el 3 y 4 de marzo de 2020. A partir de esta ronda, el tiempo extra y los penales reemplazarán los replay como el método para resolver un empate.
| 2 de marzo de 2020, 19:45 | (3) Portsmouth | 0:2 (0:1) | Arsenal (1)                            | Fratton Park, Portsmouth                              |                                                       |
|                           |                | Reporte   | - Papastathopoulos 45+4' - Nketiah 51' | Asistencia: 18 839 espectadores Árbitro(s): Mike Dean | Asistencia: 18 839 espectadores Árbitro(s): Mike Dean |

| 3 de marzo de 2020, 19:45 | (1) Chelsea                | 2:0 (1:0) | Liverpool (1) | Stamford Bridge, Londres                                   |                                                            |
|                           | - Wilian 13' - Barkley 64' | Reporte   |               | Asistencia: 40 103 espectadores Árbitro(s): Chris Kavanagh | Asistencia: 40 103 espectadores Árbitro(s): Chris Kavanagh |

| 3 de marzo de 2020, 20:00 | (2) Reading  | 1:2 (1:1) (1:1) (t. s.) | Sheffield United (1)           | Madejski Stadium, Reading                                |                                                          |
|                           | - Puşcaş 43' | Reporte                 | - McGoldrick 2' - Sharp 105+1' | Asistencia: 15 129 espectadores Árbitro(s): Kevin Friend | Asistencia: 15 129 espectadores Árbitro(s): Kevin Friend |

| 3 de marzo de 2020, 20:00 | (2) West Bromwich Albion      | 2:3 (0:2) | Newcastle United (1)              | The Hawthorns, West Bromwich                               |                                                            |
|                           | - Phillips 74' - Zohore 90+3' | Reporte   | - Almirón 33', 45+1' - Lazaro 47' | Asistencia: 21 557 espectadores Árbitro(s): Anthony Taylor | Asistencia: 21 557 espectadores Árbitro(s): Anthony Taylor |

| 4 de marzo de 2020, 19:45 | (2) Sheffield Wednesday | 0:1 (0:0) | Manchester City (1) | Hillsborough Stadium, Sheffield                            |                                                            |
|                           |                         | Reporte   | Agüero 53'          | Asistencia: 20 995 espectadores Árbitro(s): Michael Oliver | Asistencia: 20 995 espectadores Árbitro(s): Michael Oliver |

| 4 de marzo de 2020, 19:45 | (1) Leicester City | 1:0 (0:0) | Birmingham City (2) | King Power Stadium, Leicester                             |                                                           |
|                           | Pereira 82'        | Reporte   |                     | Asistencia: 27 181 espectadores Árbitro(s): Jonathan Moss | Asistencia: 27 181 espectadores Árbitro(s): Jonathan Moss |

| 4 de marzo de 2020, 19:45 | (1) Tottenham Hotspur                            | 1:1 (1:1) (1:0) (t. s.)(2:3 p.) | Norwich City (1)                         | Tottenham Hotspur Stadium, Tottenham                     |                                                          |
|                           | Vertonghen 13'                                   | Reporte                         | Drmić 78'                                | Asistencia: 58 007 espectadores Árbitro(s): Paul Tierney | Asistencia: 58 007 espectadores Árbitro(s): Paul Tierney |
|                           |                                                  | Tiros desde el punto penal      |                                          |                                                          |                                                          |
|                           | - Dier - Lamela - Lo Celso - Parrott - Fernandes |                                 | - McLean - Idah - Stiepermann - Cantwell |                                                          |                                                          |

| 5 de marzo de 2020, 19:45 | (2) Derby County | 0:3 (0:2) | Manchester United (1)        | Pride Park Stadium, Derby                                |                                                          |
|                           |                  | Reporte   | - Shaw 33' - Ighalo 41', 70' | Asistencia: 31 379 espectadores Árbitro(s): Craig Pawson | Asistencia: 31 379 espectadores Árbitro(s): Craig Pawson |

## Cuartos de final
El sorteo para los cuartos de final tuvo lugar el 4 de marzo de 2020. Los partidos debían jugarse el 21 y 22 de marzo de 2020, antes de posponerse el 13 de marzo de 2020 debido a la pandemia de COVID-19. Finalmente los partidos se pospusieron para los días 27 y 28 de junio de 2020. Todos los partidos se jugarán a puertas cerradas.
| 27 de junio de 2020, 17:30 | (1) Norwich City | 1:2 (1:1) (0:0) (t. s.) | Manchester United (1)       | Carrow Road, Norwich                                 |                                                      |
|                            | - Cantwell 75'   | Reporte                 | - Ighalo 51' - Maguire 118' | Asistencia: 0 espectadores Árbitro(s): Jonathan Moss | Asistencia: 0 espectadores Árbitro(s): Jonathan Moss |

| 28 de junio de 2020, 13:00 | (1) Sheffield United | 1:2 (0:1) | Arsenal (1)                 | Bramall Lane, Sheffield                             |                                                     |
|                            | - McGoldrick 87'     | Reporte   | - Pépé 25' - Ceballos 90+1' | Asistencia: 0 espectadores Árbitro(s): Paul Tierney | Asistencia: 0 espectadores Árbitro(s): Paul Tierney |

| 28 de junio de 2020, 16:00 | (1) Leicester City | 0:1 (0:0) | Chelsea (1)   | King Power Stadium, Leicester                    |                                                  |
|                            |                    | Reporte   | - Barkley 63' | Asistencia: 0 espectadores Árbitro(s): Mike Dean | Asistencia: 0 espectadores Árbitro(s): Mike Dean |

| 28 de junio de 2020, 18:30 | (1) Newcastle United | 0:2 (0:1) | Manchester City (1)            | St James' Park, Newcastle upon Tyne              |                                                  |
|                            |                      | Reporte   | - De Bruyne 37' - Sterling 68' | Asistencia: 0 espectadores Árbitro(s): Lee Mason | Asistencia: 0 espectadores Árbitro(s): Lee Mason |

## Semifinal
El sorteo se realizó el 28 de junio de 2020. Los partidos se jugaron el 18 y 19 de julio de 2020.
| 18 de julio de 2020, 18:00 | (1) Arsenal           | 2:0 (1:0) | Manchester City (1) | Wembley Stadium, Londres                             |                                                      |
|                            | - Aubameyang 19', 71' | Reporte   |                     | Asistencia: 0 espectadores Árbitro(s): Jonathan Moss | Asistencia: 0 espectadores Árbitro(s): Jonathan Moss |

| 19 de julio de 2020, 19:45 | (1) Manchester United | 1:3 (0:1) | Chelsea (1)                               | Wembley Stadium, Londres                         |                                                  |
|                            | - Fernandes 85'       | Reporte   | - Giroud 45+11' - Mount 46' - Maguire 74' | Asistencia: 0 espectadores Árbitro(s): Mike Dean | Asistencia: 0 espectadores Árbitro(s): Mike Dean |

## Final
La final se jugó el sábado 1 de agosto de 2020 en Wembley.
| 1 de agosto de 2020, 17:30 | (1) Arsenal           | 2:1 (1:1) | Chelsea (1)  | Wembley Stadium, Londres                              |                                                       |
|                            | - Aubameyang 28', 67' | Reporte   | - Pulisic 5' | Asistencia: 0 espectadores Árbitro(s): Anthony Taylor | Asistencia: 0 espectadores Árbitro(s): Anthony Taylor |

| 26    | POR   | Emiliano Martínez         |      |
| 16    | DEF   | Rob Holding               |      |
| 23    | DEF   | David Luiz                | 88'  |
| 3     | DEF   | Kieran Tierney            | 103' |
| 2     | MED   | Héctor Bellerín           |      |
| 8     | MED   | Dani Ceballos             |      |
| 34    | MED   | Granit Xhaka              |      |
| 15    | MED   | Ainsley Maitland-Niles    |      |
| 19    | DEL   | Nicolas Pépé              |      |
| 9     | DEL   | Alexandre Lacazette       | 82'  |
| 14    | DEL   | Pierre-Emerick Aubameyang |      |
| D. T. | D. T. | Mikel Arteta              |      |

| 13    | POR   | Willy Caballero   |     |
| 28    | DEF   | César Azpilicueta | 35' |
| 15    | DEF   | Kurt Zouma        |     |
| 2     | DEF   | Antonio Rüdiger   | 78' |
| 24    | MED   | Reece James       |     |
| 5     | MED   | Jorginho          |     |
| 17    | MED   | Mateo Kovačić     |     |
| 3     | MED   | Marcos Alonso     |     |
| 19    | DEL   | Mason Mount       | 78' |
| 18    | DEL   | Olivier Giroud    | 78' |
| 22    | DEL   | Christian Pulisic | 49' |
| D. T. | D. T. | Frank Lampard     |     |

| 30 | DEL | Eddie Nketiah             | 82'  |
| 5  | DEF | Sokratis Papastathopoulos | 88'  |
| 31 | DEF | Sead Kolašinac            | 103' |

| 4  | DEF | Andreas Christensen | 35' |
| 11 | DEL | Pedro Rodríguez     | 49' |
| 8  | MED | Ross Barkley        | 78' |
| 20 | MED | Callum Hudson-Odoi  | 78' |
| 9  | DEL | Tammy Abraham       | 78' |

| 28' · 67' | Pierre Emerick Aubameyang Pierre Emerick Aubameyang | 1 - 1 2 - 1 |

| 5' | Christian Pulisic | 0 - 1 |

| 73' | Dani Ceballos |

| 14' · 26' · 49' · 75' · 89' | Mateo Kovačić César Azpilicueta Mason Mount Antonio Rüdiger Ross Barkley |

| Otorgado · Otorgado otra vez · Expulsado | Mateo Kovačić |

| Principal  | Anthony Taylor |
| Asistentes | Gary Beswick   |
|            | Adam Nunn      |
| Cuarto     | Chris Kavanagh |
| Quinto     | Lee Betts      |

| VAR            | Stuart Attwell |
| Asistentes VAR | Stephen Child  |

|  |                    |     |     |
|  | Tiros              | 14  | 12  |
|  | Tiros a puerta     | 3   | 3   |
|  | Faltas             | 2   | 14  |
|  | Saques de esquina  | 6   | 4   |
|  | Fueras de juego    | 0   | 0   |
|  | Posesión del balón | 40% | 60% |

| 26    | POR   | Emiliano Martínez         |      |
| 16    | DEF   | Rob Holding               |      |
| 23    | DEF   | David Luiz                | 88'  |
| 3     | DEF   | Kieran Tierney            | 103' |
| 2     | MED   | Héctor Bellerín           |      |
| 8     | MED   | Dani Ceballos             |      |
| 34    | MED   | Granit Xhaka              |      |
| 15    | MED   | Ainsley Maitland-Niles    |      |
| 19    | DEL   | Nicolas Pépé              |      |
| 9     | DEL   | Alexandre Lacazette       | 82'  |
| 14    | DEL   | Pierre-Emerick Aubameyang |      |
| D. T. | D. T. | Mikel Arteta              |      |

| 13    | POR   | Willy Caballero   |     |
| 28    | DEF   | César Azpilicueta | 35' |
| 15    | DEF   | Kurt Zouma        |     |
| 2     | DEF   | Antonio Rüdiger   | 78' |
| 24    | MED   | Reece James       |     |
| 5     | MED   | Jorginho          |     |
| 17    | MED   | Mateo Kovačić     |     |
| 3     | MED   | Marcos Alonso     |     |
| 19    | DEL   | Mason Mount       | 78' |
| 18    | DEL   | Olivier Giroud    | 78' |
| 22    | DEL   | Christian Pulisic | 49' |
| D. T. | D. T. | Frank Lampard     |     |

| 30 | DEL | Eddie Nketiah             | 82'  |
| 5  | DEF | Sokratis Papastathopoulos | 88'  |
| 31 | DEF | Sead Kolašinac            | 103' |

| 4  | DEF | Andreas Christensen | 35' |
| 11 | DEL | Pedro Rodríguez     | 49' |
| 8  | MED | Ross Barkley        | 78' |
| 20 | MED | Callum Hudson-Odoi  | 78' |
| 9  | DEL | Tammy Abraham       | 78' |

| 28' · 67' | Pierre Emerick Aubameyang Pierre Emerick Aubameyang | 1 - 1 2 - 1 |

| 5' | Christian Pulisic | 0 - 1 |

| 73' | Dani Ceballos |

| 14' · 26' · 49' · 75' · 89' | Mateo Kovačić César Azpilicueta Mason Mount Antonio Rüdiger Ross Barkley |

| Otorgado · Otorgado otra vez · Expulsado | Mateo Kovačić |

| Principal  | Anthony Taylor |
| Asistentes | Gary Beswick   |
|            | Adam Nunn      |
| Cuarto     | Chris Kavanagh |
| Quinto     | Lee Betts      |

| VAR            | Stuart Attwell |
| Asistentes VAR | Stephen Child  |

|  |                    |     |     |
|  | Tiros              | 14  | 12  |
|  | Tiros a puerta     | 3   | 3   |
|  | Faltas             | 2   | 14  |
|  | Saques de esquina  | 6   | 4   |
|  | Fueras de juego    | 0   | 0   |
|  | Posesión del balón | 40% | 60% |

| 26    | POR   | Emiliano Martínez         |      |
| 16    | DEF   | Rob Holding               |      |
| 23    | DEF   | David Luiz                | 88'  |
| 3     | DEF   | Kieran Tierney            | 103' |
| 2     | MED   | Héctor Bellerín           |      |
| 8     | MED   | Dani Ceballos             |      |
| 34    | MED   | Granit Xhaka              |      |
| 15    | MED   | Ainsley Maitland-Niles    |      |
| 19    | DEL   | Nicolas Pépé              |      |
| 9     | DEL   | Alexandre Lacazette       | 82'  |
| 14    | DEL   | Pierre-Emerick Aubameyang |      |
| D. T. | D. T. | Mikel Arteta              |      |

| 13    | POR   | Willy Caballero   |     |
| 28    | DEF   | César Azpilicueta | 35' |
| 15    | DEF   | Kurt Zouma        |     |
| 2     | DEF   | Antonio Rüdiger   | 78' |
| 24    | MED   | Reece James       |     |
| 5     | MED   | Jorginho          |     |
| 17    | MED   | Mateo Kovačić     |     |
| 3     | MED   | Marcos Alonso     |     |
| 19    | DEL   | Mason Mount       | 78' |
| 18    | DEL   | Olivier Giroud    | 78' |
| 22    | DEL   | Christian Pulisic | 49' |
| D. T. | D. T. | Frank Lampard     |     |

| 30 | DEL | Eddie Nketiah             | 82'  |
| 5  | DEF | Sokratis Papastathopoulos | 88'  |
| 31 | DEF | Sead Kolašinac            | 103' |

| 4  | DEF | Andreas Christensen | 35' |
| 11 | DEL | Pedro Rodríguez     | 49' |
| 8  | MED | Ross Barkley        | 78' |
| 20 | MED | Callum Hudson-Odoi  | 78' |
| 9  | DEL | Tammy Abraham       | 78' |

| 28' · 67' | Pierre Emerick Aubameyang Pierre Emerick Aubameyang | 1 - 1 2 - 1 |

| 5' | Christian Pulisic | 0 - 1 |

| 73' | Dani Ceballos |

| 14' · 26' · 49' · 75' · 89' | Mateo Kovačić César Azpilicueta Mason Mount Antonio Rüdiger Ross Barkley |

| Otorgado · Otorgado otra vez · Expulsado | Mateo Kovačić |

| Principal  | Anthony Taylor |
| Asistentes | Gary Beswick   |
|            | Adam Nunn      |
| Cuarto     | Chris Kavanagh |
| Quinto     | Lee Betts      |

| VAR            | Stuart Attwell |
| Asistentes VAR | Stephen Child  |

|  |                    |     |     |
|  | Tiros              | 14  | 12  |
|  | Tiros a puerta     | 3   | 3   |
|  | Faltas             | 2   | 14  |
|  | Saques de esquina  | 6   | 4   |
|  | Fueras de juego    | 0   | 0   |
|  | Posesión del balón | 40% | 60% |

| 26    | POR   | Emiliano Martínez         |      |
| 16    | DEF   | Rob Holding               |      |
| 23    | DEF   | David Luiz                | 88'  |
| 3     | DEF   | Kieran Tierney            | 103' |
| 2     | MED   | Héctor Bellerín           |      |
| 8     | MED   | Dani Ceballos             |      |
| 34    | MED   | Granit Xhaka              |      |
| 15    | MED   | Ainsley Maitland-Niles    |      |
| 19    | DEL   | Nicolas Pépé              |      |
| 9     | DEL   | Alexandre Lacazette       | 82'  |
| 14    | DEL   | Pierre-Emerick Aubameyang |      |
| D. T. | D. T. | Mikel Arteta              |      |

| 13    | POR   | Willy Caballero   |     |
| 28    | DEF   | César Azpilicueta | 35' |
| 15    | DEF   | Kurt Zouma        |     |
| 2     | DEF   | Antonio Rüdiger   | 78' |
| 24    | MED   | Reece James       |     |
| 5     | MED   | Jorginho          |     |
| 17    | MED   | Mateo Kovačić     |     |
| 3     | MED   | Marcos Alonso     |     |
| 19    | DEL   | Mason Mount       | 78' |
| 18    | DEL   | Olivier Giroud    | 78' |
| 22    | DEL   | Christian Pulisic | 49' |
| D. T. | D. T. | Frank Lampard     |     |

| 30 | DEL | Eddie Nketiah             | 82'  |
| 5  | DEF | Sokratis Papastathopoulos | 88'  |
| 31 | DEF | Sead Kolašinac            | 103' |

| 4  | DEF | Andreas Christensen | 35' |
| 11 | DEL | Pedro Rodríguez     | 49' |
| 8  | MED | Ross Barkley        | 78' |
| 20 | MED | Callum Hudson-Odoi  | 78' |
| 9  | DEL | Tammy Abraham       | 78' |

| 28' · 67' | Pierre Emerick Aubameyang Pierre Emerick Aubameyang | 1 - 1 2 - 1 |

| 5' | Christian Pulisic | 0 - 1 |

| 73' | Dani Ceballos |

| 14' · 26' · 49' · 75' · 89' | Mateo Kovačić César Azpilicueta Mason Mount Antonio Rüdiger Ross Barkley |

| Otorgado · Otorgado otra vez · Expulsado | Mateo Kovačić |

| Principal  | Anthony Taylor |
| Asistentes | Gary Beswick   |
|            | Adam Nunn      |
| Cuarto     | Chris Kavanagh |
| Quinto     | Lee Betts      |

| VAR            | Stuart Attwell |
| Asistentes VAR | Stephen Child  |

|  |                    |     |     |
|  | Tiros              | 14  | 12  |
|  | Tiros a puerta     | 3   | 3   |
|  | Faltas             | 2   | 14  |
|  | Saques de esquina  | 6   | 4   |
|  | Fueras de juego    | 0   | 0   |
|  | Posesión del balón | 40% | 60% |

|                       |
| Bandera de Inglaterra |
| Campeón               |
| Arsenal               |
| 14º título            |